# Cleome limoneolens
Cleome limoneolens là một loài thực vật có hoa trong họ Màng màng. Loài này được J.F.Macbr. mô tả khoa học đầu tiên năm 1929.